# ウイニングイレブンプレーメーカー2008
『ウイニングイレブンプレーメーカー2008』（英語表記：Winning Eleven PLAY MAKER 2008、欧州名：Pro Evolution Soccer 2008）は、2008年2月21日にコナミデジタルエンタテインメントから発売されたWii用ゲームソフト。
ワールドサッカー ウイニングイレブン 2008のWii版で、海外版は他機種と名称に差異は無いが、日本版はこれ以後も「プレーメーカー」とタイトルに冠されている。

## 概要
ワイド表示（15:9）、プログレッシブ出力、ドルビープロロジックII対応。本ソフトのプロデューサーは長曽我部明義。従来シリーズのプロデューサーである高塚新吾は全く関わっていない。日本版のイメージキャラクターは他機種版と同じくクリスティアーノ・ロナウド、欧州版（イギリス）はマイケル・オーウェン。日本語版のみ「プレーメーカー」という言葉がタイトルに付いているが、これは他機種版の『- 2008』とはゲーム性が全く異なることを強調しているものだと思われる。「オープンスペースの攻防が楽しめる」「直感的な操作性である」「思い通りのチームプレイが可能である」の三点が従来のウイイレシリーズのゲームより大きく変わったことであり、オープニングムービーやプロモージョンムービーではWiiリモコンを使ってプレイしている姿の人やゲーム内の選手に付いているアイコンやボールの軌跡につく矢印などが本ソフトの特徴的なイメージデザインとなっている。
本ソフトに収録された日本代表のユニフォームは2008年1月24日に発表されたばかりの最新のユニフォームであった。

## 操作性

### 共通操作
基本的にはポインターを使ってプレイ中の選手の行動を操作する。動かしたい選手にポイントを合わせてAボタンを押すことでその選手を自由に動かせるフリーランの状態にすることができる。その際、他の選手は戦略的に自動的に動いている。ボールを持っていない選手も操作することが可能である。一種のリアルタイムシミュレーションに似ているかもしれない。

### 攻撃
ボールを持っている状態、またはボールを持つ予定である状態が前提である。
ドリブル
ヌンチャク側の3Dスティックを操作してドリブルを行うコントロールドリブルと、ドリブルの行き先を指定してAボタンでポインティングする行き先指定ドリブル、Aボタンを押したまま進みたい方向に引っ張るひっぱりドリブルがある。ひっぱりドリブルで長めに引っ張ると素早いドリブルとなる。ひっぱりドリブル中にZボタンを押しながらヌンチャクを振ることでフェイントを、ひっぱりドリブル中にヌンチャクスティックを上に倒すと大きく蹴り出しながら全速力でドリブルする蹴り出しドリブルを、ひっぱりドリブル中にヌンチャクスティックを左または右に倒すと平行に移動するスライドフェイントを、ひっぱりドリブル中にヌンチャクスティックを下に倒すと急停止をすることができる。
パス
ポインティングでパスしたい選手や場所を指定してBボタンでパスができる。状況によってはロングパスやサイドチェンジなども出せる。AボタンとBボタンの同時押しで1-2パス（パスアンドゴー）も可能。また、オープンスペースを指定してBボタンパスを行うと自動的に他の近くの選手が取りに行くようになっている。このBボタンパスが非常に自由度の高いもので、上記各種パスに加え、スルーパスやクロス、使い用によってはフリーキックやキーパーとの接近戦でのシュート等にも使うことができる。
シュート
Wiiリモコンを振ることでループシュート、ヌンチャクを振ることで通常のシュートが可能である。

### 守備
マークしたい選手に合わせてAボタンでポインティングすると、人に対してぴったりマークをするマンマーク（マンツーマンディフェンス）をすることができる。マンマーク相手がボールを持っていると様子を見てプレスをかけ、ボールを奪うことができる。マンマーク中にヌンチャク側のZボタンを押しながらヌンチャクを振るとスライディングができる。ボールが自陣にある状態でヌンチャクを振ることでクリアすることができる。また、相手がボールを持っているときにWiiリモコンを振ることでオフサイドのラインを動かし、オフサイドトラップをかけることも可能である。

## ゲームモード
- マッチ
  - シチュエーションを決めて対戦を行う、通常の対戦モード。似顔絵チャンネルで作ったMiiを選手として出場させることも可能[3]。
- チャンピオンズロード
  - オリジナルチームを作り、各地域のリーグの制覇を目指すモード。
  - 試合後に選手を獲得することが出来る（選手の詳細は隠されておりプレーヤーの特徴がヒントとして表示される）。
  - 試合中にミッションを達成することで獲得できる選手などが増えていく。
- リーグ
  - 各地域のリーグで1年間のフルシーズンを戦い抜くモード。
- カップ
  - 各地域で行われるカップトーナメント戦を戦うモード。
- トレーニング
  - 操作の仕方やテクニックを学べるモード。
- Wi-Fi
  - ニンテンドーWi-Fiコネクションで1対1のフレンド対戦やランダム対戦するモード。
- トレード
  - チャンピオンズロードで育てた選手を交換するモード。ニンテンドーWi-Fiコネクションでフレンドと選手データを交換したり、Wiiリモコンで持ち運んで交換することもできる。
- エディット
  - ゲームのオプションを設定するモード。